# Байкадам (Карагандинская область)
Байкада́м (каз. Байқадам, до 7 октября 1993 года — Минько́вка, ранее — Шола́ккарасу́) — село в Бухар-Жырауском районе Карагандинской области Казахстана, входит в состав Кокпектинского сельского округа. 

## География
Населённый пункт расположен в центральной части Бухар-Жырауского района, на берегу реки Шолаккарасу (каз. Шолаққарасу), в 12,5 километрах (по автодороге) к северо-востоку от административного центра сельского округа села Кокпекты, в 27,9 километрах к юго-западу от районного центра посёлка Ботакара и в 36 километрах к северо-востоку от областного центра города Караганда. Соседние населённые пункты: Кокпекты в 10 километрах к юго-западу, Сарытобе в 12 километрах к северо-востоку. Транспортное сообщение осуществляется автомобильной дорогой республиканского значения А-20 «Караганда—Аягоз—Тарбагатай—Бугаз» в сторону Шешенкара. Высота центра населённого пункта — 531 метров над уровнем моря.

## История
Переселенческий участок Шолаккарасу был образован в 1903 году при речном плёсе на территории Спасской киргизской волости Акмолинского уезда. Согласно справочным сведениям на 1911 год, общая площадь участка составляла 18 274,0 десятин, из них удобной — 9 231,27, неудобной — 9 042,73, церковной — 120,0; число душевных долей — 615. Участок находился в 180 верстах от близлежащего города и в 25 — от волостного правления; к 1910 году было организовано 5 колодцев. Участок с утверждённым названием Шолаккарасу (рус. дореф. Шолакъ-кара-су) фигурирует на карте заселяемой части Сибири 1905 года, на 1907 год — пронумерован 62-м, на 1911 и 1914 годы — 76-й. Непосредственно Миньковское сельское общество было образовано в 1904 году, преимущественно переселенцами из современной Украины — Екатеринославской губернии. Посёлок фигурирует на картах 1913 и 1914 гг. как: Миньковский и Миньковское соответственно. При этом на карте Яковенко 1914 года обозначена школа, открытая в 1910 году. По Памятной книжке Акмолинской области 1909 года, селение Миньковское — располагалось на 4-м участке и относилось к Санниковской волости (волостное село — Санниково), по Памятной книжке... 1912 года — находилось на 6-м участке.
После окончательного установления советской власти на территории нынешней Карагандинской области к середине 1920 года, постановлением Чрезвычайной полномочной комиссии ЦИК КАССР 25 апреля 1921 года была образована Акмолинская губерния, куда вошли бывшие уезды Акмолинской области кроме Омского:26—30. В январе 1923 года было проведено укрупнение волостей, в ходе которого в состав Санниковской волости вошли: Алексеевская, Конкринская, Журавлевская, Никольская, Ново-Рыбинская, Приозёрная и Урюпинская волости:26—30. В сентябре 1928 года утверждается районно-окружное деление, территория волости вошла в составы Сталинского и Ленинского районов Акмолинского округа:183—184. В декабре 1930 года на основании постановления ВЦИК от 23 июля 1930 года ликвидируется окружное деление и укрепляются районы, территория Ленинского района вошла в состав Аккольского, Атбасарского и Сталинского районов:183—184. С марта 1932 года — в составе Карагандинской области:230—232. Согласно административно-территориальному делению Казахской ССР на 1 января 1951 года, административный центр Миньковского сельсовета в составе Тельманского района, на 1 июля 1959 года — село в составе Кокпектинского поссовета. На административной карте Карагандинской области 1978 года, село — в составе Ульяновского района. Указом Президента Республики Казахстан от 23 мая 1997 года «Об изменениях в административно-территориальном устройстве Алматинской, Восточно-Казахстанской, Карагандинской и Северо-Казахстанской областей», Ульяновский район был переименован в Бухар-Жырауский район.
Постановлением Пpезидиума Веpховного Совета Республики Казахстан от 7 октябpя 1993 года «Об упоpядочении тpанскрибиpования на pусском языке казахских топонимов, наименовании и пеpеименовании отдельных администpативно-теppитоpиальных единиц Республики Казахстан», село Миньковка было переименовано в село Байкадам. По энциклопедическому справочнику Топонимика Казахстана,  названия села происходит от названия рода. 

## Население
| Численность населения | Численность населения | Численность населения | Численность населения |
| 1989                  | 1999                  | 2009                  | 2021                  |
| --------------------- | --------------------- | --------------------- | --------------------- |
| 643                   | ↗661                  | ↗815                  | ↗982                  |

национальный состав
Процентное соотношение численно-преобладающих национальностей села согласно переписи населения 1989 года:
| Национальность | Процентное соотношение |
| -------------- | ---------------------- |
| русские        | 43 %                   |
| казахи         | 31 %                   |
| другие         | 26 %                   |